# Matt Ruff
Matt Ruff (ur. 8 września 1965 w Nowym Jorku) – amerykański pisarz.

## Życiorys
Urodził się w rodzinie wyznającej luteranizm z niemieckimi korzeniami. W 1987 ukończył studia licencjackie na Cornell University. W 2003 otrzymał Nagrodę Jamesa Tiptree, Jr (za powieść Set This House In Order: A Romance Of Souls), a w 2008 Washington State Book Award (za powieść Złe Małpy).
Jest żonaty. Mieszka w Seattle.

## Utwory
- Głupiec na wzgórzu (Fool on the Hill, 1988, wyd.pol. 1998)
- Ścieki, gaz i prąd (Sewer, Gas & Electric: The Public Works Trilogy, 1997, wyd.pol. 1999)
- Set This House in Order: A Romance of Souls (2003)
- Złe Małpy (Bad Monkeys, 2007, wyd.pol. 2009)
- Miraż (The Mirage, 2012, wyd. pol. 2013)
- Kraina Lovecrafta (Lovecraft Country, 2016 wyd. pol. 2020)